# Artists and Models
 Artists and Models és una pel·lícula estatunidenca dirigida per Frank Tashlin i estrenada el 1955.

## Argument[1]
Els dos còmplices Rick Todd i Eugene Fullstack van fent gràcies a les tires còmiques tretes de la imaginació fèrtil d'Eugene. En els seus somnis delirants, Eugene es veu com un heroi invencible: «Vincent the Vulture». Els dos amics tenen la idea de prendre aquest heroi oníric com a model per escriure un còmic que aconsegueix (finalment) l'èxit. Coneixen aviat dues residents coarrendataries del seu immoble, Abby Parker i Bessie Sparrowbush. Abby és també autora de dibuixos animats i, una de les preferides d'Eugene, les de la «Senyora Rat-Penat». Abby s'inspira en la seva amiga Bessie per escriure les seves històries…

## Temes i context
Des de finals dels anys 1940, el tàndem Dean Martin-Jerry Lewis funcionava bé en pel·lícules humorístiques de sèrie B. Però aquí, el duo estrella és format per Lewis i Maclaine. Els patronímics dels dos esbojarrats de la història donen el to: Eugène Fullstack (senyor «pila (elèctrica) carregada») de cara a Bessie Sparrowbush (miss «matoll pardal»). El seu gest i les seves mímiques són les dels herois dels còmics d'abans: Jerry, ulls que miren guerxo i llavis elàstics, i Shirley, parpelles papallonejant i cames agitades de Betty Boop. Escenes d'antologia eficaces en el registre burlesc fins i tot absurd de Frank Tashlin: Jerry com un enorme peluix rosa fumejant i Shirley cantant amb la veu d'Oliva Oyl, ulls commocionats…

## Crítica
Excel·lent exemple de feliç simbiosi entre Frank Thaslin, un realitzador arribat dels dibuixos animats i Jerry Lewis, un actor que va saber traduir les particulars característiques del seu univers. Argument que li va a mida i va saber aprofitar-lo.

## Repartiment
- Dean Martin: Rick Todd
- Jerry Lewis: Eugène Fullstack
- Shirley MacLaine: Bessie Sparrowbush
- Dorothy Malone: Abigail «Abby» Parker
- Eddie Mayehoff: Senyor Murdock
- Eva Gabor: Sonia / Senyora Curtis
- Anita Ekberg: Anita
- George Foghorn Winslow: Richard Stilton
- Jack Elam: Ivan
- Kathleen Freeman: Sra. Milldoon
- Herbert Rudley: Samuels
- Richard Shannon: Rogers
- Eve Miller